# Albert Andersson (idrottsman)
För andra betydelser, se Albert Andersson.
Albert Andersson, född 25 april 1902 i Sälshög, Tomelilla, död 5 mars 1977 i Kristianstad, var en svensk friidrottare och gymnast. I friidrott tävlade han för Fredrikshofs IF och vann SM-guld på 110 meter häck år 1928. Vid OS 1928 i Amsterdam kom han på åttonde plats i tiokamp. Han deltog även här på 110 m häck men blev utslagen i försöken. Andersson tävlade även i gymnastik, vid OS 1920 i Antwerpen, där han vann guld i lagtävlingen. I gymnastik tillhörde han Stockholms GF.